# Manipulační řád (vodohospodářství)
Manipulační řád je soubor pravidel pro manipulaci a nakládání s vodou na vodních dílech. Povinnost vlastníka vodního díla mít schválený manipulační řád je dána zákonem č. 254/2001 Sb., o vodách (též vodní zákon). Manipulační řád schvaluje příslušný vodoprávní úřad.
Vyhláška Ministerstva zemědělství č. 216/2011 Sb., o náležitostech manipulačních řádů a provozních řádů vodních děl, definuje manipulační řád následovně: „soubor zásad a pokynů pro manipulaci s vodou k jejímu účelnému a hospodárnému využití podle povolení k nakládání s povrchovými nebo podzemními vodami a stavebního povolení k vodnímu dílu, ke snižování nepříznivých účinků povodní, sucha a ledových jevů, k ochraně a zlepšení jakosti vody, jakož i k zajištění bezpečnosti, stability a spolehlivosti vodního díla.“ Podle této vyhlášky se také zpracovává provozní řád vodního díla.

## Zpracování a platnost manipulačního řádu
Požadavek (povinnost) vypracovat manipulační řád ukládá investorské organizaci (u nových děl) nebo správci díla (u děl v provozu) vodoprávní úřad zpravidla v rámci povolení  k nakládání s vodami, povolení k vodohospodářskému dílu popř. jiným rozhodnutím (při změnách popř. zvláštních opatřeních).
Manipulační řády se běžně zpracovávají:
1. pro vodní nádrže nad 5 000 m3 s přívodem vody z toku (a odtokem do toku),
2. pro pohyblivé jezy nebo pevné jezy s výpustěmi a odběry,
3. pro plavební kanály, průplavy,
4. pro odběrné objekty, kde jde o podstatný vliv na vodohospodářskou bilanci a pro odběry s využitím vodní energie,
5. pro výpustné objekty, čerpací stanice aj. zařízení přivádějící vodu do toku.

Komplexní manipulační řády vodohospodářských děl, pokud jejich účinek zasahuje více správních celků, schvaluje příslušný vyšší vodoprávní úřad. Vodoprávní úřad při schvalování stanoví i dobu platnosti manipulačního řádu a lhůty revizí. Maximální lhůta revizí manipulačního řádu je 5 let.
Pokud dojde k významným změnám podmínek provozu proti předpokladům, za nichž byl zpracován manipulační řád, je správce povinen neprodleně zpracovat a předložit návrh na změnu manipulačního řádu. Takovou změnou např. může být změna v oficiálních hydrologických údajích (ČHMÚ), změny v původně plánovaném vodohospodářském využití díla apod. 

## Skladba a obsah manipulačního řádu
Skladba a obsah manipulačního řádu jsou dány technickou normou TNV 752910. Manipulační řád obsahuje základní údaje o vodním díle, informace o správci díla, správci vodního toku, příslušném vodohospodářském orgánu, povodňových komisích a dalších dotčených orgánech a organizacích. Technický popis vodního díla je účelově zaměřený na schopnost manipulací s vodou.
K základním manipulacím vodohospodářských děl s nádržemi patří vypouštění vody do toku pod nádrží, prázdnění, resp. plnění nádrže (včetně sledování stavu naplnění), popř. přímý odběr vody z nádrže. Opírají se zejména o podrobně zpracovanou čáru objemů (náplní) nádrže a o manipulační pomůcky k řízení odtoku, resp. odběru s využitím různých manipulačních zařízení (výpustných, odběrných, popř. i přelivných).
S ohledem na mimořádné provozní situace (povodně, sucho, havárie) a také na zapojení vodních děl do vodohospodářských soustav je v manipulačním řádu nutno stanovit: 
- které manipulace mohou být řízeny pokyny (příkazy) vodohospodářského dispečinku,
- které manipulace může nařídit vodoprávní úřad,
- od kterých pravidel se za zvláštních okolností může obsluha díla odchýlit na základě vlastního posouzení vzniklé situace,
- od kterých předpisů pro manipulaci je možno se odchýlit jedině po projednání s vodoprávním úřadem

## Manipulační řády soustavy vodních děl
Je-li vodní dílo rozděleno na ucelené, funkčně oddělené části a účastní-li se na manipulacích na vodním díle více vlastníků nebo uživatelů, může být v rámci manipulačního řádu vypracován pro každou ucelenou část vodního díla nebo pro každého jednotlivého vlastníka nebo uživatele příslušný oddíl manipulačního řádu v přiměřeném rozsahu samostatně.Pro vodní díla na vodním toku, která spolu provozně souvisí a vytvářejí tak soustavu vodních děl, může být vypracován jeden komplexní manipulační řád. Komplexním manipulačním řádem se rozumí soubor zásad a pokynů pro koordinaci manipulací s vodou v soustavě vodních děl.